# Michael B. Usher
Michael Barham Usher (* 19. November 1941 in Old Colwyn in Wales) ist ein britischer Ökologe und emeritierter Professor. Er ist Chef des Bumblebee Conservation Trust.
Michael Usher studierte Forstwissenschaften an der University of Edinburgh und arbeitete für seine Promotion im Black Wood bei Rannoch, Perthshire. Anschließend war er wissenschaftlicher Mitarbeiter an der University of York und lehrte dort Ökologie. Er entwickelte den Studiengang Biological Computation mit. Seine Forschung bezog sich vor allem auf populationsökologische Themen von Insekten in Böden. Daneben beschäftigte er sich mit verschiedenen Themen des Naturschutzes.
Er war außerdem mehr als zehn Jahre wissenschaftlicher Leiter des Scottish Natural Heritage und ist Honorarprofessor an Universitäten in Aberdeen, Edinburgh und Stirling. Im Europarat leitet er ein Komitee zum Übereinkommen über die Erhaltung der europäischen wildlebenden Pflanzen und Tiere und ihrer natürlichen Lebensräume (Berner Konvention).

## Publikationen
- Wildlife Conservation Evaluation. 1986. ISBN 0-412267500
  - deutsche Ausgabe: Erfassen und Bewerten im Naturschutz : Probleme - Methoden - Beispiele. Quelle und Meyer, Heidelberg/Wiesbaden, 1994, ISBN 3-494-02199-6
- mit Robert S. Strichartz: Splines on fractals. 2000